# Dorfkirche Heeren

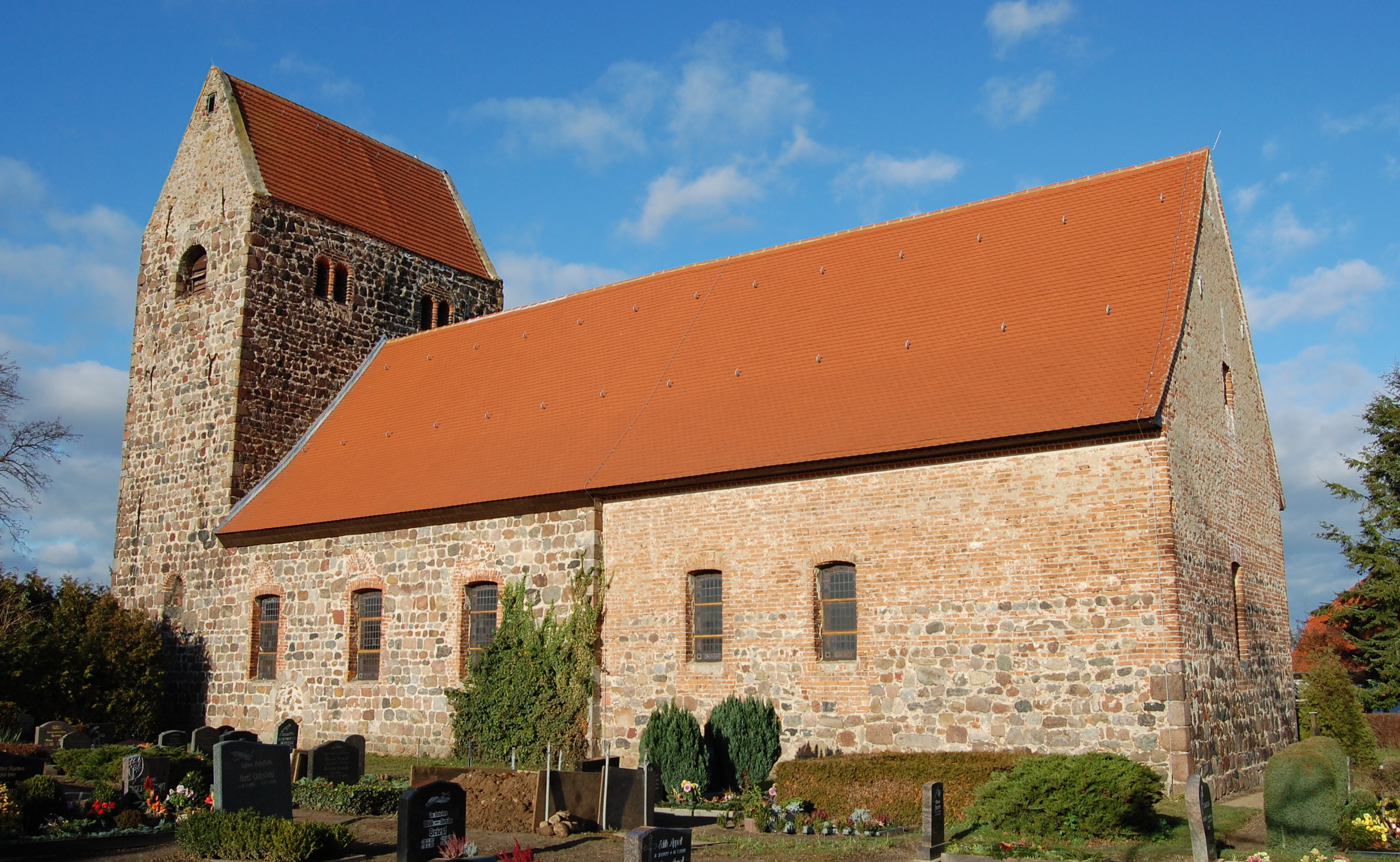
Dorfkirche Heeren, Südseite

Die Dorfkirche Heeren ist die evangelische Kirche des Dorfes Heeren in der Altmark in Sachsen-Anhalt.

## Architektur
Die aus Feldsteinen errichtete Kirche entstand in der Zeit der Romanik, in der zweiten Hälfte des 12. Jahrhunderts. Westlich des langen Kirchenschiffs steht, die ganze Westfront des Schiffs einnehmend, der Kirchturm. An seinen schmalen Seiten hat der Turm jeweils ein romanisches Fenster, an der Westseite des Turms befindet sich ein abgestuftes Portal, welches ursprünglich als Rundbogen gestaltet war. Die Schallöffnungen sind mit Backsteinen gefasst. Bekrönt wird der Turm von einem 1969 und 1997 erneuerten Satteldach. Das Mauerwerk des Giebels wurde 1969 ausgebessert.
Etwa um 1765 wurden ein alter Chor und möglicherweise auch eine Apsis abgerissen und das Kirchenschiff um 12,5 Meter nach Osten verlängert. Zugleich erhielt es einheitliche, größere Stichbogenfenster. Auch der Dachstuhl wurde erneuert. Die Mauern des Anbaus bestehen im unteren Drittel aus Feldsteinen und sind darüber aus Backsteinen gemauert. An der südlichen Seite des Schiffs kann man ein vermauertes Portal aus romanischer Zeit erkennen. Eine Reparatur des Dachs über dem Kirchenschiff erfolgte 1971.

## Innengestaltung
Das Innere des Kirchenschiffs wird von einer Flachdecke überspannt. Die Kanzelaltarwand ist schlicht gestaltet mit durchbrochenem Schnitzwerk und entstand etwa 1780. Der Schalldeckel erhebt sich kronenartig über der Kanzel. Empore und Orgel stammen aus der ersten Hälfte des 19. Jahrhunderts. Im Bereich des Chors befinden sich die Grabplatten der 1755 verstorbenen Maria Kühtze und des 1785 verstorbenen Christian Kühtze. Im Jahr 1965 wurde das Kircheninnere vom Malermeister Fink aus Schönhausen neu ausgemalt.
Eine der Bronzeglocken der Kirche stammt bereits aus dem 14. Jahrhundert. Eine zweite wurde 1765 von J.F. Thiele aus Berlin gegossen.

## Sagen
Einer Sage nach soll der Teufel, im Ärger über die neu gebaute Kirche, von einem Hügel bei Welle aus, einen großen Stein in Richtung Kirche geworfen haben, wobei er sie jedoch verfehlte. Der sogenannte Teufelsstein zu West-Heeren fiel auf den Hof Nr. 24 in West-Heeren, dicht neben den Brunnen. Nach einer weiteren Sage soll moralisches Fehlverhalten des Pfarrers der Kirche, er soll den Bauern mit einer Geige zum Tanz aufgespielt haben, dazu geführt haben, dass im Jahr 1203 der Pfarrer und mit ihm 20 Bauern vom Blitz erschlagen wurden.